# Radicondoli
Radicondoli település Olaszországban, Toszkána régióban, Siena megyében. Lakosainak száma 945 fő (2023. január 1.). Radicondoli Castelnuovo di Val di Cecina, Chiusdino, Montieri, Pomarance és Casole d’Elsa községekkel határos.

## Népesség
A település lakossága az elmúlt években az alábbi módon változott:
| Lakosok száma | 937  | 935  | 945  |
|               | 2017 | 2018 | 2023 |